# Giorgio Morelli
Giorgio Morelli, nome di battaglia Solitario (Albinea, 29 gennaio 1926 – Arco, 9 agosto 1947), è stato un partigiano e giornalista italiano.

## Biografia
Cominciò la sua attività nel 1943, quando frequentava la scuola di avviamento commerciale, scrivendo su ciclostilati clandestini, i Fogli Tricolori. Nella primavera del 1944, diciottenne, entrò in una formazione partigiana, la Brigata Garibaldi, dalla quale uscì all'inizio del 1945 per passare alle Fiamme Verdi. Si arruolò nella 284ª Brigata "Italo", fondata da don Domenico Orlandini operante nelle province di Reggio Emilia e Modena.
Nella sede della formazione partigiana cattolica Morelli, assieme a Eugenio Corezzola, suo coetaneo, fondò il giornale clandestino La Penna: ne uscirono quattro numeri tra marzo e aprile. Il 23 aprile 1945 Morelli fu il primo partigiano ad entrare nella Reggio Emilia liberata dai nazifascisti. Fu amico di Mario Simonazzi, popolare comandante partigiano ucciso nella Pasqua del 1945 da partigiani legati al PCI. Inoltre era nipote del professore Alfonso Rossi e di Matilde Rossi Scipioni, sequestrati insieme ad altri il 1º gennaio 1945 dai partigiani e poi uccisi. I corpi non furono mai più rinvenuti e Morelli ipotizzò che nel dopoguerra fossero stati «bruciati nelle fornaci di Ca' de Caroli»
Dopo la Liberazione, sconvolto dall'uccisione dell'amico e dal clima di violenza e omertà in cui era precipitata la provincia di Reggio Emilia, diede vita assieme a Eugenio Corezzola ad un settimanale indipendente, La nuova Penna. Morelli si prefisse l'obiettivo di scoprire la verità sui numerosi delitti politici, insabbiamenti e depistaggi commessi dai comunisti reggiani nella provincia. Dopo solo sette giorni dall'uscita del primo numero (datato 23 settembre) il giornale attirò gli strali del Partito comunista reggiano. Didimo Ferrari, capo partigiano col nome di "Eros" e presidente locale dell'ANPI, definì La nuova Penna "l'organo dei nemici del popolo". Ma Morelli e Corezzola non si fecero intimidire e continuarono nelle loro inchieste. "Eros" li espulse dall'ANPI e Morelli gli replicò con un articolo che rimase uno dei suoi editoriali più famosi, intitolato: Eros, per chi suonerà la campana?. Si legge:
L'articolo, come tutti i suoi editoriali, era firmato con lo pseudonimo "Il Solitario". Il giornale ebbe vita assai difficile. La tipografia che lo stampava fu minacciata e danneggiata, e per continuare ad uscire dovette essere stampata presso i Padri Benedettini di Parma.

## L'attentato
Il 27 gennaio 1946 Morelli venne ferito in un agguato ad opera di ignoti che, nottetempo, gli spararono sei colpi di pistola, mentre rientrava nella sua abitazione di Borzano. Riuscì a scampare all'attentato, però uno dei proiettili ferì un polmone. Morelli tornò al lavoro, però in poco tempo si ammalò di tubercolosi. Trasferito in un sanatorio di Arco, non riuscì a guarire dalla malattia e morì il 9 agosto 1947, accudito dalla sorella.
Nel maggio 1946, sulla Nuova Penna, Pasquale Marconi, già rappresentante della Democrazia Cristiana nel CLN, descrisse i difficili rapporti al tempo della guerra con la componente comunista.
Solo dopo la rottura della collaborazione governativa tra cattolici e comunisti (31 maggio 1947), le indagini sulla morte del "Comandante Azor", il partigiano cattolico Mario Simonazzi, ripresero e si conclusero con la celebrazione di un processo in cui vennero confermate le denunce del coraggioso giovane.